# Distributed Checksum Clearinghouse
Als Distributed Checksum Clearinghouse (DCC) wird ein System zur Erkennung von Spam-E-Mails bezeichnet.
Es funktioniert über Clients und Server, die Prüfsummen von E-Mails sammeln. Clients können z. B. der heimische PC mit einem Spamfilter-Programm aber auch ein SMTP-Server sein. Die Clients leiten die Prüfsumme an einen (öffentlichen) DCC-Server weiter. Die Prüfsumme identifiziert eine E-Mail eindeutig und anhand der Anzahl, wie oft diese E-Mail empfangen wurde, können andere Clients, die die Informationen von einem DCC-Server abrufen, eine E-Mail als Spam identifizieren und gegebenenfalls ausfiltern.
Eine Besonderheit der Prüfsumme ist, dass sie auch auf eine E-Mail zutrifft, wenn sich kleine Teile dieser geändert haben.

## Kosten
Der Client zu DCC darf kostenlos eingesetzt werden, sofern keine Filterdienste für nicht eigene Nutzer angeboten werden und selbst zum DCC-Netzwerk beigetragen wird. Alternativ ist eine kommerzielle Variante erhältlich.

## Spamfilter-Software mit DCC-Unterstützung
- Spamihilator (mit Plugins)
- SpamAssassin

## Öffentliche DCC-Server
- dcc1.dcc-servers.net
- dcc2.dcc-servers.net
- dcc3.dcc-servers.net
- dcc4.dcc-servers.net
- dcc5.dcc-servers.net
- rzsun01.uni-trier.de
- dcc.etherboy.com
- dcc1.umr.edu
- dcc1.ratiokontakt.de
- dcc2.ratiokontakt.de